# Vodnářky
Vodnářky (Homalopsidae) jsou čeleď hadů.

## Systematika
Systematika vodnářek byla poměrně spletitá, vymezení i geografické rozšíření tohoto taxonu se lišilo v závislosti na konkrétním autorovi a rody dnes klasifikované v rámci vodnářek dílem spadaly do jiných hadích skupin. Tribus zvaný Homalopsina poprvé popsal již Charles Lucien Bonaparte roku 1845, samostatnou čeleď Homalopsidae ale klasifikoval teprve Albert Günther, jenž ji vytyčil pro osm rodů sdílejících nozdry s chlopněmi a fragmentované hlavové štítky.
Ve 20. století byly vodnářky tradičně klasifikovány jako podčeleď užovkovitých (Colubridae), tato čeleď však ve svém širším pojetí představuje „sběrný“ parafyletický taxon, v rámci něhož se mají mj. odvozovat korálovcovití (Elapidae). Molekulární fylogenetika přispěla k osamostatnění vodnářek na úroveň samostatné čeledi. Jméno „vodnářky“ je v české literatuře používáno k označení bývalé podčeledi Homalopsinae a jako ověřitelné jej přebírá i tento článek. Standardní české jméno by však mělo být spíše „vodnářkovití“.
Následující výčet rodů vodnářek vychází z . Vztahy mezi jednotlivými rody i vnitrodruhová struktura ale zůstávají k roku 2021 špatně pochopeny.
- Brachyorrhos Kuhl in Schlegel, 1826
- Calamophis Meyer, 1874
- Karnsophis Murphy and Voris, 2013
- Bitia Gray, 1842
- Cantoria Girard, 1858
- Cerberus Cuvier, 1829
- Dieurostus Berg, 1901
- Djokoiskandarus Murphy, 2011
- Enhydris Sonnini and Latreille, 1801
- Erpeton Lacépède, 1801
- Ferania Gray, 1842
- Fordonia Gray, 1842
- Gerarda Gray, 1849
- Gyiophis Murphy & Voris, 2014
- Heurnia de Jong, 1926
- Homalophis Peters, 1871
- Hypsiscopus Fitzinger, 1843
- Kualatahan Murphy & Voris, 2014
- Myanophis G. Köhler et al., 2021[6]
- Mintonophis Murphy & Voris, 2014
- Miralia Gray, 1842
- Myron Gray, 1849
- Myrrophis Kumar, George, Sanders & Murphy, 2012
- Phytolopsis Gray, 1849
- Pseudoferania Ogilby, 1891
- Raclitia Gray, 1842
- Subsessor Murphy & Voris, 2014
- Sumatranus Murphy & Voris, 2014

## Charakteristika

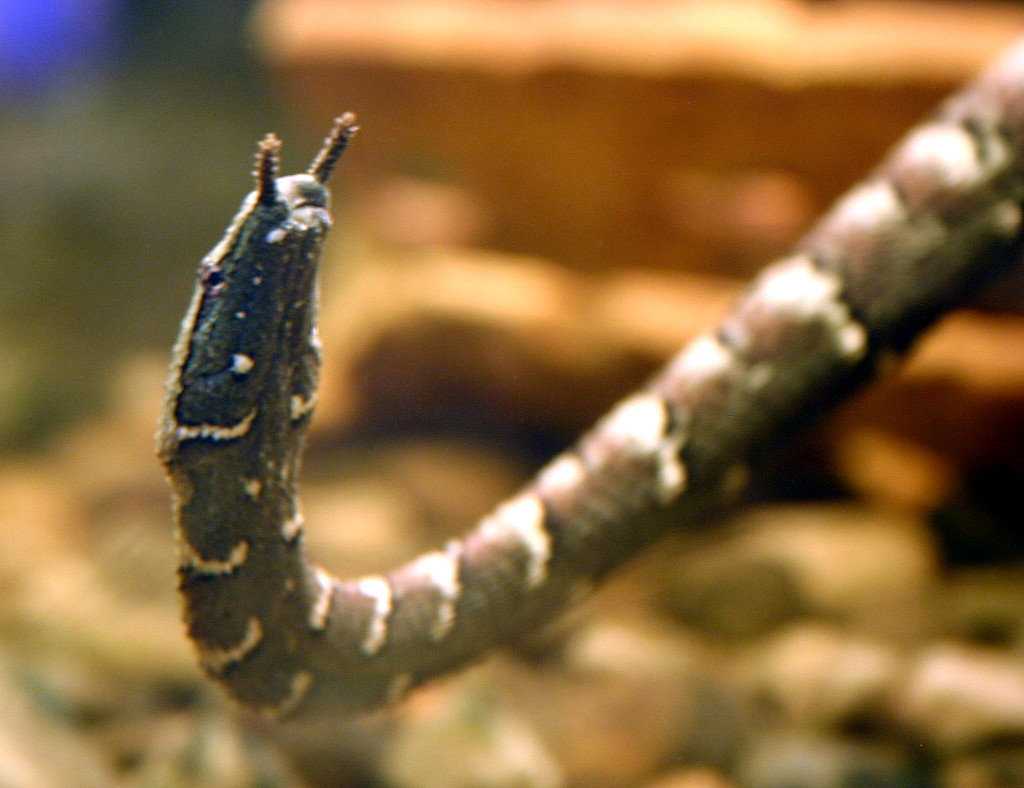
Vodnářka tykadlová (Erpeton tentaculatum)

Vodnářky představují velikostně proměnlivou skupinu hadů, variují od 20–38 cm (SVL) u Myron richardsonii až po asi 140 cm (celková délka) u vodnářky pruhované (Homalopsis buccata). Jde o hady dobře přizpůsobené vodnímu prostředí. Oči jsou položeny až vysoko na hlavě, aby mohl had číhat pod hladinou a současně pozorovat okolí. Rovněž nozdry ústí na svrchní části hlavy, jsou srpkovité a kryjí je chlopně (podobně jako ostatní vodní hadi, i vodnářky potřebují dýchat vzduch). Poslední dva nebo tři zuby horní čelisti jsou zvětšené a rýhované, asociované s jedovými, tzv. Duvernoyovými žlázami. Jed je do kořisti vpravován aktivně žvýkáním. Rodům Brachyorrhos, Calamophis a Karnsophis zvětšené tesáky scházejí a tento stav je nejspíše původní. Vodnářka tykadlová (Erpeton tentaculatum) vyniká přítomností dvou nezvyklých šupinatých výrůstků na hlavě, jež pravděpodobně slouží jako smyslové orgány pro detekci kořisti ve vodě.
Areál výskytu sahá od řeky Indus v Pákistánu přes jižní a pevninskou jihovýchodní Asii, Filipíny a Malajské souostroví až po Novou Guineu a severní Austrálii. Celá skupina pravděpodobně pochází z pevninské jihovýchodní Asie, divergence mezi bazální linií zastoupenou rodem Brachyorrhos a ostatními vodnářkami je kladena do eocénu před asi 45 miliony lety. Vodnářky žijí ve sladkovodních, brakických a mořských biotopech, typicky však neobývají hlubší vody. Jde o noční aktivní lovce, kteří pátrají zejména po rybách a žábách, ačkoli vodnářka krabožravá (Fordonia leucobalia) se specializovala na lov krabů. Kořist tito hadi nejprve znehybní v tlamě a teprve následně do ní opakovaně vpraví jed. Vodnářky živící se kraby představují možná jediné hady, kteří svou kořist trhají na kusy. Vodnářky rodí živá mláďata, přičemž velikost vrhu u většiny zástupců činí pouze 5 až 15 mláďat. Velké vodnářky však mohou porodit až 30 mláďat.